# Municipio de Wilson (condado de Ellsworth)
El municipio de Wilson (en inglés: Wilson Township) es un municipio ubicado en el condado de Ellsworth en el estado estadounidense de Kansas. En el año 2010 tenía una población de 876 habitantes y una densidad poblacional de 9,43 personas por km².

## Geografía
El municipio de Wilson se encuentra ubicado en las coordenadas 38°50′4″N 98°25′16″O / 38.83444, -98.42111. Según la Oficina del Censo de los Estados Unidos, el municipio tiene una superficie total de 92.88 km², de la cual 92,82 km² corresponden a tierra firme y (0,06 %) 0,06 km² es agua.

## Demografía
Según el censo de 2010, había 876 personas residiendo en el municipio de Wilson. La densidad de población era de 9,43 hab./km². De los 876 habitantes, el municipio de Wilson estaba compuesto por el 94,63 % blancos, el 0,34 % eran afroamericanos, el 0,11 % eran amerindios, el 0,68 % eran asiáticos, el 0,34 % eran de otras razas y el 3,88 % eran de una mezcla de razas. Del total de la población el 3,08 % eran hispanos o latinos de cualquier raza.